# Friedrich Lenz (Unternehmer)
Theodor Friedrich Carl Lenz (* 9. November 1846 in Pflugrade, Landkreis Naugard; † 19. August 1930 Meseritzer Mühle bei Semerow, Landkreis Schivelbein) war ein deutscher Unternehmer, der sich mit Bau und Betrieb von Eisenbahnen einen Namen machte.

## Leben
Friedrich Lenz, aus einer Gutsbesitzerfamilie stammend, besuchte nach Stationen in Carlshof und Gollnow das Marienstiftsgymnasium in Stettin, aus dessen Zeit eine Freundschaft mit dem Historiker Hugo Lemcke blieb, später die Provinzial-Gewerbeschule in Stettin. Er leistete seinen Militärdienst als Einjährig-Freiwilliger in Kolberg ab. Mit 20 Jahren kam er in das Büro der Berlin-Stettiner Eisenbahn, wo er bis zum Kriegsbeginn 1870 blieb. Nach Verletzung nicht wieder felddienstfähig, war er bei verschiedenen Bauarbeiten im Bereich Stettin tätig. Für den Tiefbauunternehmer und späteren Partner Feuerloh übernahm er Arbeiten an der Saalebahn, im Weiteren war das gemeinsame Unternehmen an anderen Bahnbauten in Thüringen beteiligt. 1876 gründete er sein eigenes Tiefbauunternehmen und war im Eisenbahnbau tätig. Die 1882 fertiggestellte Altdamm-Colberger Eisenbahn baute er als Generalunternehmer. Im Anschluss erstellte Lenz mehrere Bahnen in Mecklenburg-Schwerin, für die er nicht nur einen Teil der Baukosten aufbrachte, sondern auch die Betriebsführung und das Betriebsrisiko für die ersten Jahre übernahm. Bei der Finanzierung war die Berliner Handels-Gesellschaft maßgeblich beteiligt, über die er Ende der 1880er-Jahre auch an Projekte in Ägypten kam.
Die Verabschiedung des Preußischen Kleinbahngesetzes führte zu einem verstärkten Engagement in Deutschland, vor allem Pommern. Im Jahr 1892 gründete er das Unternehmen Lenz & Co. GmbH in Stettin und war deren Geschäftsführer. Weitere Gründungen waren die Ostdeutsche Eisenbahn-Gesellschaft 1893, die Westdeutsche Eisenbahn-Gesellschaft 1895 und die Badische Lokal-Eisenbahnen 1898. Am 4. Juni 1901 wurden die Beteiligungen an den zahlreichen, meist kleinen Eisenbahn-Aktiengesellschaften in der AG für Verkehrswesen zusammengefasst. Bis 1914 baute dieses Unternehmen rund 100 Eisenbahnen in ganz Preußen mit fast 5000 km Streckenlänge.
Seit 1903 engagierte sich Lenz ebenfalls beim Bau von Bahnen in den deutschen Kolonien in Afrika, zunächst in Deutsch-Ostafrika (Strecke Korogwe-Mombo, später bis Moshi erweitert, bekannt als Usambarabahn), seit 1904 in Togo (Strecken Lomé-Atakpame und Lomé-Palime), seit 1905 in Deutsch-Südwestafrika (Strecke Lüderitzbucht-Aus als Südteil der Bahnstrecke Windhoek–Nakop) und seit 1907 in Kamerun (Strecke Bonaberi–Nkongsamba, auch Nordbahn genannt). Hierzu gründete er die Deutsche Kolonial-Eisenbahn-Bau- und Betriebsgesellschaft (DKEBBG), die er als Tochtergesellschaft der AG für Verkehrswesen als deren Direktionsvorsitzender leitete. Insgesamt entstanden unter seiner Leitung in Afrika Bahnstrecken von fast 2000 km Länge, von denen die meisten (wie auch andere, nicht durch die DKEBBG gebaute Bahnen) auch von dieser betrieben wurden. Lenz war auch Mitbegründer der Kolonialen Bergbau-Gesellschaft.
Weil möglichst kostengünstig gebaut werden sollte, wurden Fahrzeuge und Bauten nach möglichst gleichen Plänen erstellt. Diese wurden später als Lenz'sche Normalien bezeichnet. Nach 1918 wendete sich das Unternehmen vorwiegend dem Betrieb von Kleinbahnen zu und gründete dafür verschiedene Betriebsführungsgesellschaften.
Friedrich Lenz war auch Stadtverordneter in Stettin und setzte sich unter anderem für die Einrichtung eines Freihafens ein.

## Ehrungen
- Großherzog Friedrich Franz II. von Mecklenburg-Schwerin ernannte Lenz zum Geheimen Kommerzienrat.
- Die Technische Hochschule Charlottenburg verlieh ihm die Ehrendoktorwürde (als Dr.-Ing. E.h.).